# Baini Prashad
Baini Prashad OBE FRSE (* 13. März 1894 in Kartarpur, Britisch-Indien; † 18. Januar 1969 in Kalkutta) war ein indischer Zoologe, der sich vor allem auf Malakologie und Ichthyologie spezialisierte. Er war der erste indische Direktor des Zoological Survey of India (ZSI), als Nachfolger von Robert Beresford Seymour Sewell.

## Leben
Prashad war der Sohn von Devi Das, einem Verwaltungsbeamten in der Regierung des Bundesstaates Punjab. 1913 machte er seinen ersten Studien-Abschluss am Government College in Lahore, gefolgt von einem Master of Science im Jahr 1914. 1918 wurde er als erste Person an der University of the Punjab unter der Leitung von John Stephenson, einem renommierten Spezialisten für Ringelwürmer und Professor für Zoologie, zum Doctor of Science of promoviert. 1927 erhielt er einen weiteren D.Sc. von der University of Edinburgh.
1918 wurde Prashad an die Fischereibehörde in Kalkutta berufen, wo er mit Thomas Southwell an der Erforschung der Heringsart Hilsa ilisha und ihrer Parasiten mitarbeitete. Prashad wurde der dritte ständige Direktor des ZSI und der erste Inder, der diese Position nach der Pensionierung von Robert Beresford Seymour Sewell im Jahr 1934 innehatte.
Wegen der drohenden japanischen Luftangriffe auf Kalkutta im Jahr 1942 wurde während Prashads Amtszeit als Direktor der gesamte Zoological Survey of India nach Varanasi verlegt. In der Folge wurden jedoch die Fisch- und Insektensammlungen durch starke Überschwemmungen des Varuna-Flusses in Varanasi im September 1943 schwer beschädigt. Durch schnelles Handeln bei der Bergung des Materials konnte ein beträchtlicher Teil der Sammlungen gerettet werden.
Prashad arbeitete an einem breiten Spektrum von Taxa, einschließlich umfangreicher Studien über die Termitenfauna Indiens. 1947 wurde Prashad Berater der indischen Regierung, während Sunder Lal Hora den Direktorenposten des Zoological Survey of India übernahm.
Prashad assistierte auch bei der Übersetzung von The Maāthir-Ul-Umarā, eines biographischen Lexikons mogulischer Adliger, aus dem Persischen ins Englische.
Prashad wurde mit der Stephenson Research Gold Medal und der Joy Gobind Law Gold Medal der Asiatischen Gesellschaft von Bengalen ausgezeichnet. Bei den königlichen Geburtstagsehren wurde er 1942 zum Officer of the Order of the British Empire (OBE) ernannt.

## Dedikationsnamen
Prashad wird in den Epitheta der Arten Tettilobus prashadi, Hemidactylus prashadi, Glyptothorax prashadi, Schistura prashadi, Akysis prashadi, Drosophila prashadi, Probopyrus prashadi, Caridina prashadi und Parasesarma prashadi geehrt.